# Orální optimismus a pesimismus
Orální optimismus a pesimismus jsou pojmy, které zavedli psychologové Paul Kline a Ron Storey, když se roku 1980 pokoušeli empiricky a z pozic biologické psychologie prokázat relevanci klasického pojmu Sigmunda Freuda "oralita", tedy ověřit, zda lze určit nějaký "orální charakter" jedince. Kline a Storey dospěli k názoru, že lze skutečně indikovat optimismus u osob, které zásadně ovlivnil uspokojivý pobyt u mateřského prsu, a naopak pesimismus u osob, které byly u mateřského prsu frustrovány. Orální optimismus se vyznačuje družností, přizpůsobivostí, závislostí na lidech a zálibou v novinkách. Orální pesimismus nezávislostí, vulgaritou, nepřístupností a netrpělivostí.